# Ignasi Lacaba i Vila
Ignasi Lacaba i Vila (Barcelona, 12 de desembre de 1745 - Roma, 19 de novembre de 1814) fou un notable cirurgià i catedràtic d'aquesta disciplina a Madrid.
Fill de Joan i d'Eulàlia, va estudiar cirurgia al col·legi de Cadis, i va rebre els primers graus en aquesta facultat el 24 de setembre de 1767 als 22 anys. Va ser cirurgià del regiment de cavalleria de l'Infant. El 4 de juny de 1789, el 38 d'edat, va ser nomenat per a una plaça de catedràtic del col·legi de cirurgia. Enviat amb pensió a París, hi va ser dos anys per instruir-se i adquirir més extensos coneixements en la facultat. Conclòs aquest temps va venir a regentar la càtedra. El dia 9 de juny de 1795 fou nomenat cirurgià de cambra pels mèrits contrets en la bona assistència feta a la Infanta Maria Amàlia. El 9 desembre de 1797 va ser nomenat alcalde examinador perpetu numerari del tribunal del «Proto-medicato» per la corresponent a les facultats de cirurgia i flebotomia: el 13 de maig de 1798 fou nomenat cirurgià de cambra amb exercici i sou corresponent: i en 13 d'abril de 1804 vocal de la junta governativa de cirurgia. Contribuí molt a la perfecció del gabinet anatòmic del Reial Col·legi de Madrid, i fou catedràtic i director d'anatomia del col·legi, fins que havent estat nomenat per acompanyar a Carles IV d'Espanya i Maria Lluïsa, va ser fet el seu cirurgià de cambra (a Marsella el 2 d'abril de 1809), pels mèrits de les assistències i cures que havia tingut durant molts anys, tant de la fractura de la cama de la Reina, com de les diverses xacres del Rei, i també per la inoculació feliçment feta als seus fills. Va publicar juntament amb el Dr Jaume Bonells el
«Curso completo de anatomía del cuerpo humano».
Sota la direcció de Lacaba es van dibuixar per Isidoro Isaura les estampes de tots els ossos del cos humà de la mida natural, que després es van gravar a Madrid de compte de Sa Majestat i de les que s'assegura en aquest curs que sobrepassen en exactitud a totes estampes d'ossos s'havien publicat fins llavors. Lacaba va contribuir també molt a la perfecció del gabinet anatòmic del Reial Col·legi de San Carlos, havent contribuït abans a la del gabinet del col·legi de Cadis. Va morir a Roma al servei dels reis Carles IV i Maria Lluïsa, a qui havia acompanyat en el seu exili, al cap de dos anys i cinc mesos de residència a aquella ciutat.